# Абамза
Абамза́ (чув. Асамçă, Упамса́) — река в России, протекает в Чувашии и Татарстане. Правый приток Бездны.
Длина реки составляет 29 км, площадь водосборного бассейна — 212 км². Протекает по юго-западной части Батыревского района и западной части Шемуршинского района Чувашии, а также по эксклаву Дрожжановского района Татарстана. Большая часть течения реки проходит по лесу национального парка «Чаваш-Вармане». Впадает в Бездну по правому берегу в 72 км от её устья. Уклон реки — 1,82 ‰.
Имеет 6 притоков, основные — Тюбер-Сирма (левый), Тюкинка (левый).

## Физико-географическая характеристика
Начало берёт в южной части Большечеменевского сельского поселения, на высоте примерно 220 метров над уровнем моря (по другим данным — на высоте 183 м вблизи села Большое Чеменево, исток пересыхающий). Через 2 км от истока, поворачивая на юго-запад, переходит на территорию Тарханского сельского поселения, протекает в юго-западном направлении через деревню Абамза, затем втекает на территорию Шемуршинского сельского поселения около посёлка Кучеки, после чего основным направлением течения становится юг. В районе впадения левых притоков Тюбер-Сирма и Тюкинка пересекает эксклав Республики Татарстан. Русло в нижнем течении крайне извилистое, преобладающее направление течения ниже места впадения Тюкинки — юго-западное. После пересечения эксклава протекает около северо-западной окраины посёлка Баскаки. Впадает в Бездну по её правой стороне на высоте 130 метров, у посёлка Муллиная.
В посёлке Баскаки реку пересекает автодорога Муллиная — Мордовские Тюки. На берегу в посёлке расположена скульптурная композиция Фёдора Ивановича Мадурова «Времена года».

## Этимология
- Краевед Дубанов И. С., ссылаясь на исследования Е. М. Поспелова и М. Р. Федотова[чуваш.], отмечает:

Первый элемент обычно объясняют тюрк. аба́ «отец», что могло иметь табуированное значение «медведь» (Е. М. Поспелов). Чув. упа́/опа́ «медведь». Упаҫ — личное языческое имя мужчины; чув. сӑмса «нос; клюв; мыс; грива; угол леса»; сӑмсах «выступ, обрыв; угол леса» (М. Р. Федотов, ЭСЧЯ, I).— Географические названия Чувашской Республики

## Данные водного реестра
По данным государственного водного реестра России относится к Верхневолжскому бассейновому округу, водохозяйственный участок реки — Сура от Сурского гидроузла и до устья реки Алатырь, речной подбассейн реки — Сура. Речной бассейн реки — (Верхняя) Волга до Куйбышевского водохранилища (без бассейна Оки).